# Marc Jurado
Marc Jurado Gómez (Sabadell, España; 13 de abril de 2004) es un futbolista español que juega en la posición de lateral derecho, aunque también puede actuar por el lado izquierdo. Actualmente juega  el FC Cartagena de la Primera Federación.

## Trayectoria

### Inicios
Jurado comenzó su carrera a los cuatro años en el equipo local Can Rull. Un cazatalentos del Barcelona se fijó en él por su capacidad goleadora, sin embargo el quería pasarse al balonmano para jugar de portero, además de quedarse en Can Rull para estar con sus amigos, y rechazó los avances iniciales del Barcelona.
Después de considerar la oferta, Jurado terminó su período de tres años con Can Rull y se unió a la academia juvenil de Barcelona en 2011. Al principio de su carrera con el Barça, marcó uno de los goles más rápidos jamás anotados por el club español en cualquier nivel, anotando un gol después de llevar jugando solo 5 segundos contra el Viladecans.

### Manchester United
En mayo de 2020, Jurado comenzó a estar fuertemente vinculado con el Manchester United de la Premier League inglesa, después de haber rechazado la oferta de una extensión de contrato en el Barcelona. Anunció su salida del club catalán a fines de junio, alimentando aún más los rumores de su fichaje por los Red Devils. Finalmente, después de una demora en la finalización del papeleo, se completó la firma y Jurado fue anunciado como jugador del Manchester United en septiembre de 2020.
Firmó su primer contrato profesional con el United en abril de 2021. Tras las lesiones de Luke Shaw y Tyrell Malacia, Jurado fue nombrado en el banquillo por primera vez el 16 de abril, antes del partido de la Premier League contra el Nottingham Forest.

### RCD Espanyol
El verano de 2023, Jurado fichó por el filial del club perico con un contrato hasta el verano del 2028. El 31 de octubre de 2023, debuta con el primer equipo en un encuentro de Copa del Rey, ante el C. D. Mensajero.

### FC Cartagena
El 26 de julio de 2025, firma por el FC Cartagena de la Primera Federación.

## Selección nacional
Jurado fue convocado a la selección española sub-17 el 25 de mayo de 2021 para los entrenamientos de mayo. Fue convocado a la selección española sub-18 el 15 de febrero de 2022 para el partido amistoso contra Dinamarca.
Hizo su debut sub-19 en 2022, y en el mismo año fue ascendido a la selección sub-20. 

## Clubes
Actualizado al último partido disputado el 26 de enero de 2025.
| Club                  | País   | Año       | Partidos | Goles |
| --------------------- | ------ | --------- | -------- | ----- |
| R. C. D. Espanyol "B" | España | 2023-2025 | 51       | 2     |
| R. C. D. Espanyol     | España | 2023-2025 | 1        | 0     |
| FC Cartagena          | España | 2025-Act. | 0        | 0     |

## Palmarés
Manchester United sub-18
- FA Cup Juvenil: 2021-22